# Calochortus purpureus
Calochortus purpureus är en liljeväxtart som först beskrevs av Carl Sigismund Kunth, och fick sitt nu gällande namn av John Gilbert Baker. Calochortus purpureus ingår i släktet Calochortus och familjen liljeväxter. Inga underarter finns listade.